# أستور هينريكز
أستور هينريكز (بالإسبانية: Astor Henríquez)‏ هو مدرب كرة قدم ولاعب كرة قدم هندوراسي في مركز الدفاع، ولد في 26 فبراير 1983 في تيغوسيغالبا في هندوراس. شارك مع منتخب هندوراس لكرة القدم. أما مع النوادي، فقد لعب مع نادي ماراثون.

## وصلات خارجية
- أستور هينريكز على موقع قاعدة بيانات كرة القدم.إي يو (الإنجليزية)
- أستور هينريكز على موقع ناشيونال فوتبول تيمز (الإنجليزية)